# パワーモールおおた
パワーモールおおたとは、群馬県太田市飯塚町に所在するネイバーフッド型ショッピングセンター（NSC）である。2010年11月20日開業 。

## テナント
- ベイシア（スーパーセンターおおたモール店）
- カインズ（ホームセンター）
- ベイシア電器（家電量販店）
- オートアールズ（カー用品専門店）
- 魚べい（回転寿司）
- ホリデイスポーツクラブ（スポーツクラブ）
- キグナス石油（ガソリンスタンド）
- ヴィーパーク（中古車センター）
- ABCマート（靴屋）
- SPORTS DEPO（スポーツ用品店）
- ぎょうざの満洲（中華料理店）

## 周辺の商業施設
- イオンモール太田（石原町）
- ショッピングセンター・ラブ → ケーズデンキ太田店（高林寿町）
- コムファーストショッピングセンター（栃木県足利市朝倉町）

座標: 北緯36度16分36.4秒 東経139度23分8秒 / 北緯36.276778度 東経139.38556度